# Памятник Ленину (Минск)
Памятник Ленину в Минске — памятник В. И. Ленину в городе Минске на площади Независимости (до 1991 года — площадь Ленина).
Установленный в 1933 году, памятник был уничтожен фашистами в июне 1941 года, но восстановлен в 1945 году.

## История
Впервые установлен 7 ноября 1933 года к годовщине Революции на центральной площади, перед строящимся зданием Дома правительства Белорусской ССР, проект которого, по задумке архитектора И. Г. Лангбарда, учитывал установку памятника перед центральным входом в здание.
Автор памятника — скульптор М. Г. Манизер.
Семиметровый минский Ленин был на момент открытия одним из крупнейших памятников подобного рода в СССР.
В июле 1941 года, во время оккупации фашистами, памятник был ими уничтожен: распилен и отправлен в Германию на переплавку.
После освобождения города от немецко-фашистских захватчиков 3 июля 1944 года было принято решение о восстановлении памятника. По сохранившимся в мастерской скульптора Манизера моделям в апреле 1945 года монумент был заново отлит на ленинградском заводе «Монументскульптура».
Второй раз памятник установлен на том же месте 1 мая 1945 года к празднику Мира и труда.

## Описание

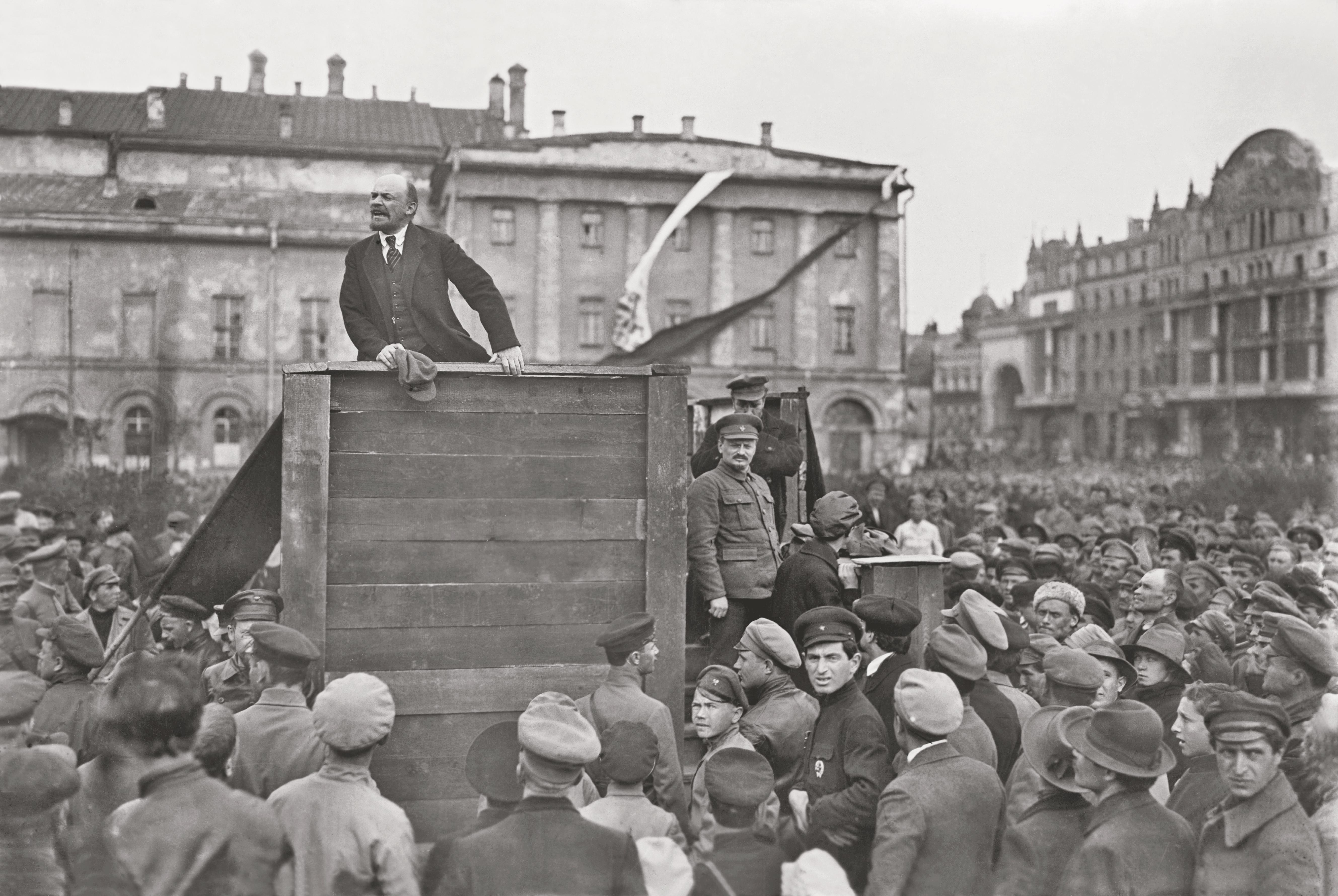
Выступление В. И. Ленина 5 мая 1920

Основой образа «Ленин на трибуне» послужило реальное событие 5 мая 1920 года — выступление В. И. Ленина в Москве во время проводов частей Красной Армии на Советско-польскую войну, по итогам которой была провозглашена Белорусская Советская Социалистическая Республика.
Четыре горельефа на постаменте: «Октябрьская революция», «Защита Родины», «Индустриализация страны» и «Коллективизация сельского хозяйства».

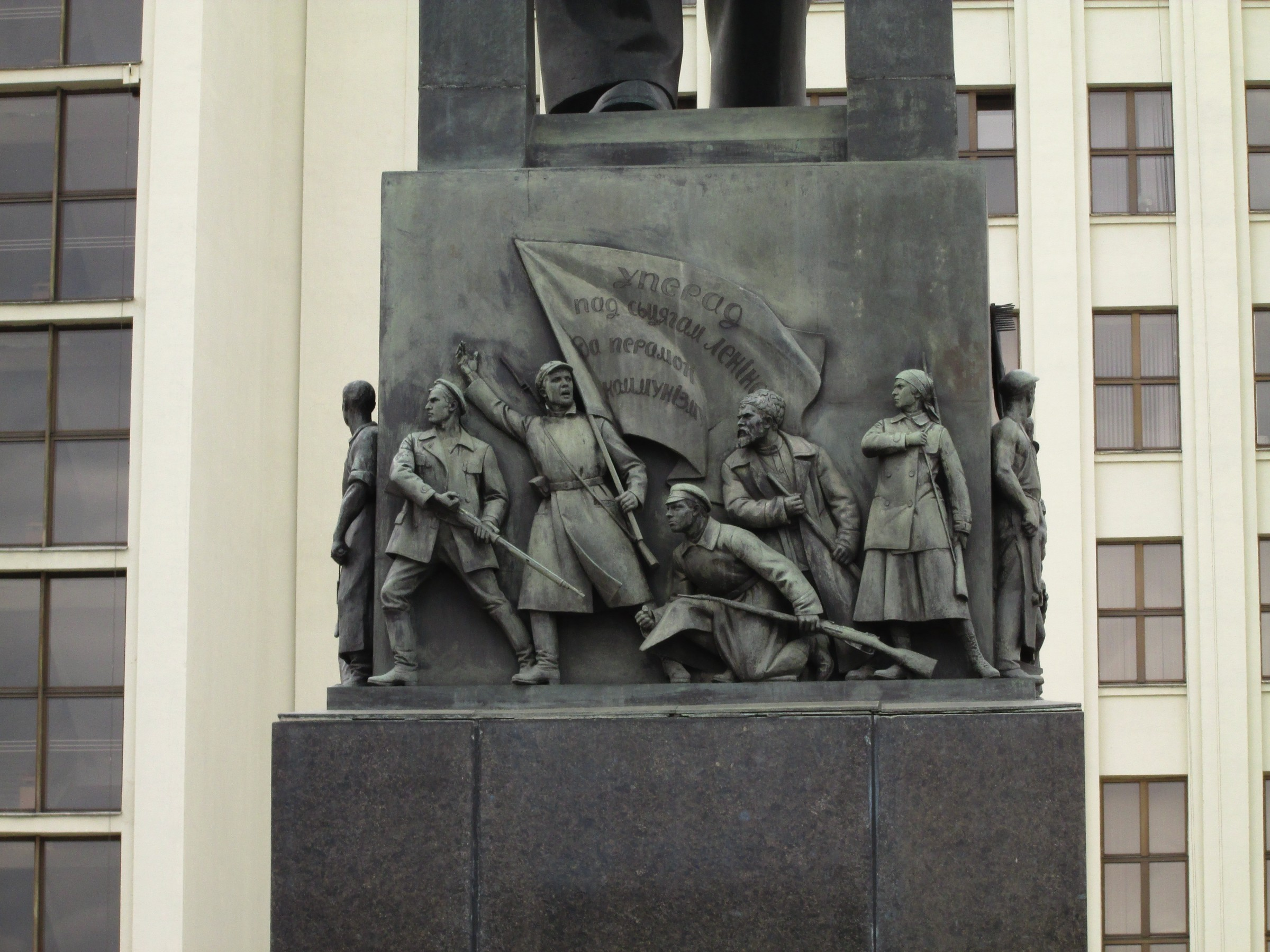
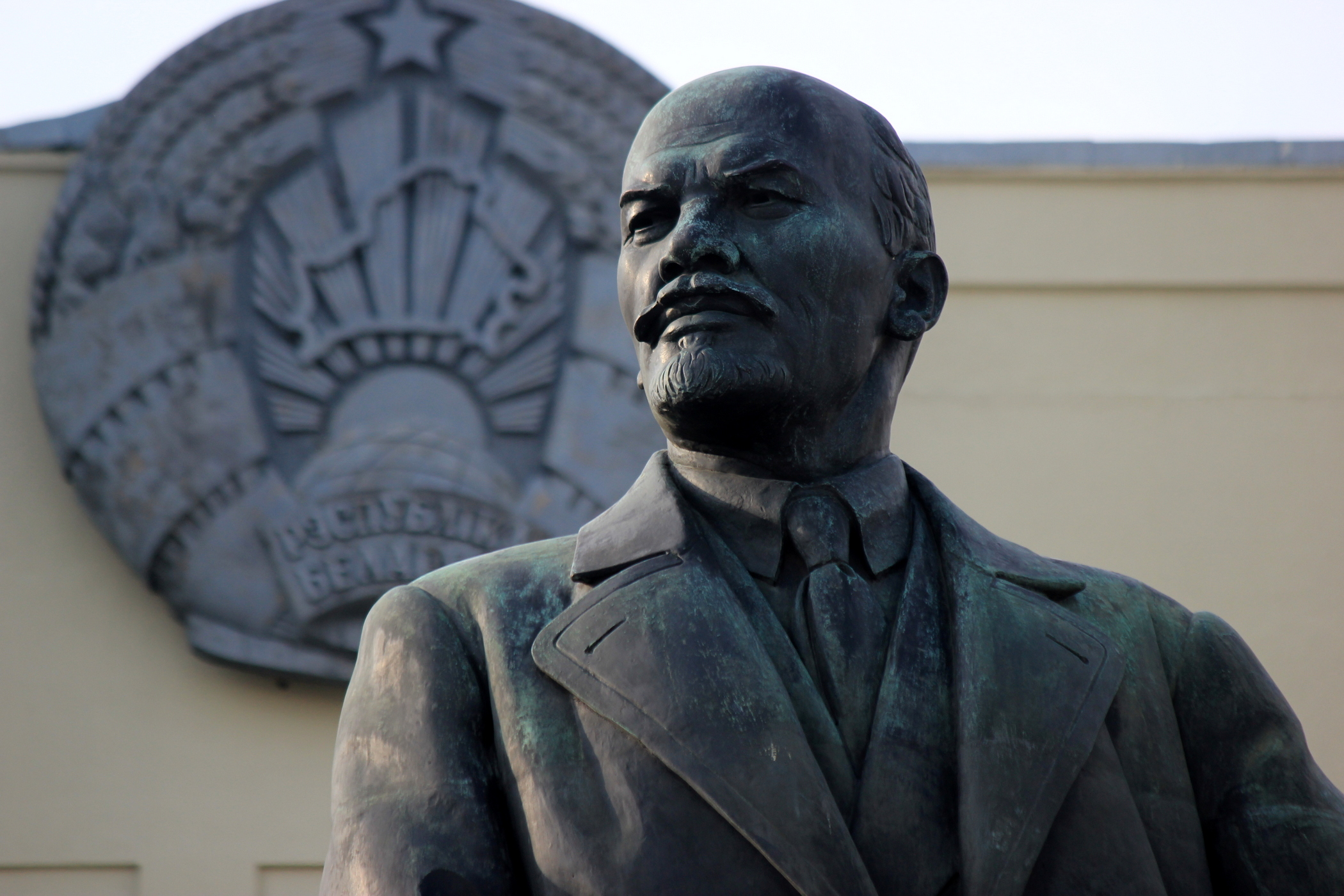
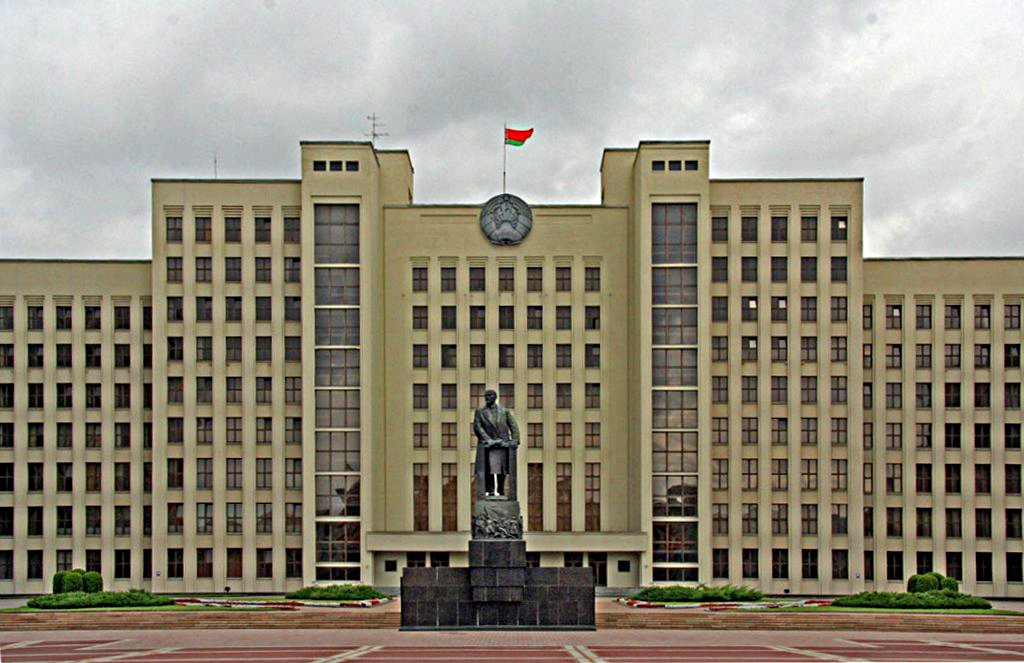

Имя В. И. Ленина дорого трудящимся нашей республики, как и всем советским людям. Прошли годы, десятилетия. Осталась в белорусском народе любовь к Ильичу. Одним из проявлений этой всенародной любви являются памятники вождю, сооружённые в Минске.— 